# شيخ الإسلام

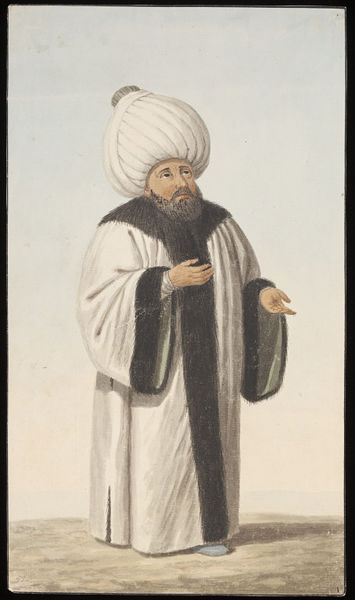
رسم تخيلي لمتقلد منصب شيخ الإسلام في الدولة العثمانية.

شَيْخُ الْإِسْلَام هو لقب يطلق على كل علامة متبحر في العلوم الشرعية الإسلامية، وله دراية وريادة بين علماء الإسلام فهذا اللقب يطلق على العالم الكبير الثقة المتبحر في العلوم الشرعية الإسلامية وتختلف إطلاقات هذا اللقب بحسب أتباع العالم؛ وأشهر من حمل لقب شيخ الإسلام هو شيخ الإسلام ابن تيمية. أقدم استخدام معروف للمصطلح كان في خراسان في نهايات القرن الرابع الهجري:399 وقد شاع هذا اللقب في حقب زمنية من تاريخ الاجتهاد والفقه الإسلامي، وهو لقب يعتبر درجة أدبية معنوية، سببها أعمال عالم وفقيه ونشاطه العلمي الواسع، غالبا ما يلتصق هذا اللقب باسم علماء وفقهاء بعينهم. ومن شروطه نبذ التقليد والتحرر من العصبية المذهبية والعمل بالاجتهاد واخذ الاحكام الشرعية من أدلتها الأصلية: الكتاب والسنة الصحيحة. وهناك كتاب «البدر التمام فيمن سمي بشيخ الإسلام» حاول مؤلفه إحصاء من حمل هذا اللقب من علماء الإسلام. ولبعض العلماء في كتبهم أعراف خاصة فاذا أطلق الحافظ ابن حجر العسقلاني ذلك فالمقصود سراج الدين البلقيني.

## مشيخة الإسلام في الدولة العثمانية
أطلق لقب «شيخ الإسلام» على المفتي الأكبر في الدولة العثمانية، وكان مقره بالأستانة (إسطنبول). وقد نشأ هذا المنصب حين خص السلطان محمد الفاتح المفتي بهذا اللقب سنة 1451 م، ثم أخذت مكانة المنصب تعلو حتى غدا منصبًا ذا وزن في عهد السلطان سليم الأول، وفي عهد السلطان سليمان القانوني، غدت مشيخة الإسلام مؤسسة إدارية وقانونية مهمتها إرساء القواعد التبريرية للسياسة السلطانية عبر فتاويها واجتهاداتها. وقد اجمع المؤرخون على ظهور هذا المركز في عهد السلطان محمد الفاتح وآخر من تولى مشيخة الإسلام بالدولة العثمانية مصطفى صبري التوقادي ونفي من دولة الخلافة قبيل إسقاطها هو ووكيله محمد زاهد الكوثري.

## علماء حملوا لقب شيخ الإسلام
وقد أطلق هذا اللقب على العديد من العلماء، منهم:
- ابن سريج (ت 306 هـ)[5]
- أبو بكر الإسماعيلي (ت 371 هـ)[6]
- الدارقطني (ت 385 هـ)[7]
- أبو حامد الإسفراييني (ت 406 هـ)[8]
- أبو نعيم الأصبهاني (ت 430 هـ)[9]
- أبو عثمان الصابوني (ت 449 هـ)[10]
- أبو بكر البيهقي (ت 458 هـ)[11]
- أبو إسحاق الشيرازي (ت 476 هـ)[12]
- أبو المعالي الجويني (ت 478 هـ)[13]
- ابن عساكر (ت 571 هـ)[14]
- ابن الجوزي (ت 597 هـ)[15]
- فخر الدين الرازي (ت 606 هـ)[16]
- ابن الصلاح (ت 643 هـ)[17]
- النووي (ت 676 هـ)[18]
- العز بن عبد السلام (ت 660 هـ)[19]
- مجد الدين الموصلي (ت 683 هـ)[20][21]
- ابن دقيق العيد (ت 702 هـ)[22]
- ابن تيمية (ت 728 هـ)[23][24]
- تقي الدين السبكي (ت 756 هـ)[25]
- تاج الدين السبكي (ت 771 هـ)[26]
- سراج الدين البلقيني (ت 805 هـ)[2]
- شهاب الدين الغزي (ت 822 هـ)[27][28]
- ابن حجر العسقلاني (ت 852 هـ)[29]
- شرف الدين المناوي (ت 871 هـ)[30][31]
- الكمال بن أبي شريف (ت 906 هـ)[32]
- جلال الدين السيوطي (ت 911 هـ)[33]
- زكريا الأنصاري (ت 926 هـ)[34]
- ابن كمال باشا (ت 940 هـ)[35]
- ابن حجر الهيتمي (ت 974 هـ)[36]
- شهاب الدين الرملي (ت 957 هـ)[37]
- أبو السعود أفندي (ت 982 هـ)[38]
- محمد الطاهر بن عاشور (ت 1393 هـ)[39]
- عبد الحليم محمود (ت 1397 هـ)(يطلقها عليه أتباعه)[40][41][42][43][44]